# 牛父
牛父（?—?），子姓，宋国司寇。
宋武公时期，鄋瞒进攻宋国，司徒皇父充石带兵抵御。公子穀甥为皇父充石的车右，司寇牛父为驷乘，在长丘打败狄人，俘虏了长狄缘斯，皇父充石与二子战死。后代的为牛姓。